# Зайчишка заблудился
«Зайчишка заблудился» — советский мультипликационный фильм, созданный на студии «Киевнаучфильм» в 1973 году.

## Сюжет
Приключения зайчишки, который убежал из дома и заблудился в лесу.

## Телепоказы
Мультфильм показывался в передаче «Спокойной ночи, малыши!» с 1981 года вплоть до начала 1990-х годов, и за это время лента приобрела популярность у маленьких советских телезрителей.
В 2000-е годы телепоказы были возобновлены в качестве ретроспективы украинской мультипликации на телеканалах «СТС» и «2x2».

## Съёмочная группа
| Автор сценария             | Владимир Капустян |
| Постановка                 | Владимира Гончарова |
| Художники-постановщики:    | Владимир Гончаров, Радна Сахалтуев |
| Композитор                 | В. Крутиков |
| Оператор                   | Анатолий Гаврилов |
| Звукооператор              | Лев Рязанцев |
| Редактор                   | С. Куценко |
| Художники-мультипликаторы: | Александр Викен, Нина Чурилова, Сергей Дёжкин, Владимир Гончаров                                                                         |
| Роли озвучивали:           | Владимир Коршун (ежик), Лина Будник (зайчишка), Людмила Игнатенко (бельчата, лягушата), Людмила Козуб (воробей), Вячеслав Богачёв (волк) |
| Ассистенты:                | Е. Дёмкина, О. Деряжная, А. Ибадулаев |
| Директор картины           | И. Мазепа |

## Издания на  DVD
Мультфильм выпускался на DVD в сборнике мультфильмов «Как Ёжик шубку менял».